# ドリーミング・アップ!
ドリーミング・アップ!（英語: Dreaming Up!）は東京ディズニーランド(TDL)で2018年4月15日から2023年4月9日まで公演した、昼のパレードの名称である。
前の昼のパレード『ハピネス・イズ・ヒア』に引き続き、NTTドコモが提供した。

## 概要
東京ディズニーリゾート(TDR)35周年のアニバーサリーイベント『東京ディズニーリゾート35周年“Happiest Celebration!”』を記念するパレードであり、それから約5年公演。
事前の公報資料ではディズニー映画『ベイマックス』のベイマックスがフロートの一部として、ライブキャラクターとしてはヒロがTDL初登場すると発表されていた。2020年にTDLの新アトラクションとして『ベイマックス』をモチーフとしたものが計画されており、『ドリーミング・アップ!』での登場は予告編と捉えられている。
オリエンタルランドとウォルト・ディズニー・カンパニーの間でおよそ2年の話し合いの末に誕生した。主導権は日本側であり、プロデュースは日米共同、総合ディレクターは『ハピネス・イズ・ヒア』の総合ディレクターも務めたアメリカ側が行っている。使用楽曲の決定も『ハピネス・イズ・ヒア』と同じチームで行われているが、『ハピネス・イズ・ヒア』と比べてより祝祭感があり、「アップ」の名にふさわしい躍動感を盛り込んである。各フロートも「浮遊感」を意識してデザインされており、空中をキャラクターが飛ぶイメージとなるような動きを取り込んでいるものも多い。
2019年1月11日から同年3月25日まで、TDR35周年のグランドフィナーレとしてスペシャルバージョンが開催される。パレードは途中で1回停止し、35周年のテーマソングに合わせて、ダンサーたちによるダンスパフォーマンスが繰り広げられる。その後、ダンサーたちの手本に合わせて、ゲスト（観客）は手振りや手拍子の練習をする。ミッキーマウスの台詞を合図に、パレードの出演キャラクター、ダンサーとゲストは手振りや手拍子をして、35周年イベントのグランドフィナーレを一緒に盛り上げる。なお、2019年1月10日にはメディア向けプレビューが開催された。
2020年2月29日から2021年4月18日まで新型コロナウイルス感染症の影響で休演となり、2021年4月19日より再開されたが、出演者数の削減や配置の見直し、一部フロートのカットなどの対策でゲストやキャストのソーシャルディスタンスを確保している。
なお、2023年4月9日を以て終了となる
公演情報
- 公演期間:2018年4月15日〜
- 公演場所:パレードルート
- 公演回数:1日1〜2回
- 公演時間:約45分（2021年4月19日からは約40分）
- 出演者数:約140人（うち、出演キャラクター:約55人）
天候などの状況により、出演者数、出演キャラクターは減ることがある。
- フロート:13台

## フロート構成と登場キャラクター
5ユニット、13台のフロートから成る。
1. 夢の世界への入口
パレードのホスト役であるミッキーマウスとプルートが乗る、ペガサスと船があしらわれた『ファンタジア』のフロート、正面には「D」の文字をあしらった、オレンジの旗が掲げられている（35周年期間中は35の数字をあしらった旗が飾られていた[7])。
  - ミッキーマウス、プルート（ミッキー&フレンズ）[8]
2. 笑顔があふれる楽しい夢の世界
先導役のグーフィーが乗るティーポットを被って帽子を持ったほうきのフロート、『不思議の国のアリス』の不思議な世界をモチーフにしたフロート、『ピノキオ』のゼペットがつくった工芸品があしらわれたフロート。
  - グーフィー（ミッキー&フレンズ）
  - アリス、トゥイードルディー、トゥイードルダム、マッドハッター、三月ウサギ、チシャ猫、ホワイトラビット、ハートの女王、ハートの王、モメラス（『ふしぎの国のアリス』）
  - ピノキオ、ジミニー・クリケット、ゼペット、ギデオン、ファウルフェロー（『ピノキオ』）[8]
3. ロマンティックな夢の世界
先導役のミニーマウスが乗る王冠を被ってステージを持ったほうきのフロート、フェアリー・ゴッドマザーが導くステンドグラスの光を受けて輝くディズニー・プリンセスが乗るフロート。
  - ミニーマウス（ミッキー&フレンズ）
  - シンデレラ、フェアリー・ゴッドマザー（『シンデレラ』）
  - オーロラ、フォーナ、フローラ、メリーウェザー（『眠れる森の美女』）
  - 白雪姫（『白雪姫』）
  - ラプンツェル（『塔の上のラプンツェル』）[8]
4. 不思議な夢の世界
先導役のチップとデールが乗るシェフ帽を被って豪華なごちそうを持つほうきのフロート、甘いお菓子がいっぱいの『美女と野獣』の晩餐会のフロート、プーとピグレットが乗るゼンマイ仕掛けのおもちゃのフロート。
  - チップとデール（ミッキー&フレンズ）
  - ベル（『美女と野獣』）
  - プー、ピグレット、ティガー（『くまのプーさん』）[8]
5. 永遠に続く夢の世界
先導役のドナルドダックとデイジーダックが乗るターバンを巻いて魔法のじゅうたんを持つほうきのフロート、「サンフランソウキョウ」を飛ぶヒロとベイマックスのフロート、メリー・ポピンズ、ピーター・パンとウェンディらが空を飛ぶロンドンの街並みを描いたフロート、スポンサーフロート[7]。
  - ドナルドダック、デイジーダック、クラリス、マックス、スクルージ・マクダック、ホーレス・ホースカラー、クララベル・カウ（ミッキー&フレンズ）
  - ヒロ（『ベイマックス』）
  - メリー・ポピンズ、バート、ペンギン（『メリー・ポピンズ』）
  - ピーター・パン、ウェンディ（『ピーター・パン』）
  - アラジン、ジャスミン（『アラジン』）
  - ファイファー、フィドラー、プラクティカル、ビッグ・バッド・ウルフ（『三匹の子ぶた』）
  - スージー、パーラ（『シンデレラ』）[8]

## 楽曲
- 全フロート共通
  - Dream Up!
- 夢の世界への入り口
  - ホール・ニュー・ワールド（『アラジン』より）
  - ブラズル・ダズル・デイ（『ピートとドラゴン』より）
  - ジッパ・ディー・ドゥー・ダー（『南部の唄』より）
- 笑顔があふれる楽しい夢の世界
  - ふしぎの国のアリス（『ふしぎの国のアリス』より）
  - 時間に遅れた（『ふしぎの国のアリス』より）
  - お誕生日じゃない日のうた（『ふしぎの国のアリス』より）
  - カードの大行進（『ふしぎの国のアリス』より）
  - ハイ・ディドゥル・ディー・ディー（『ピノキオ』より）
  - もう糸はいらない（『ピノキオ』より）
  - 困った時には口笛を（『ピノキオ』より）
- ロマンティックな夢の世界
  - いつか夢で（『眠れる森の美女』より）
  - 夢はひそかに（『シンデレラ』より）
  - 輝く未来（『塔の上のラプンツェル』より）
  - いつか王子様が（『白雪姫』より）
- 不思議な夢の世界
  - 朝の風景（『美女と野獣』より）
  - ひとりぼっちの晩餐会（『美女と野獣』より）
  - 愛の芽生え（『美女と野獣』より）
  - ズオウとヒイタチ（『プーさんと大あらし』より）
- 永遠に続く夢の世界
  - ファースト・フライト（『ベイマックス』より）
  - きみもとべるよ！（『ピーター・パン』より）
  - タコをあげよう（『メリー・ポピンズ』より）

## 経緯
- 2017年9月21日、2018年度の年間プログラムが発表され、併せて昼のパレード『ハピネス・イズ・ヒア』の終了と新パレードとなる『ドリーミング・アップ!』のタイトルが発表された。『ファンタジア』、『美女と野獣』、『ピーター・パン』、『ベイマックス』が登場することが発表された[9]。
- 2017年11月2日、東京ディズニーリゾート35周年“Happiest Celebration!”でのミッキーマウスらの新衣装の発表と共に新衣装でドリーミング・アップ!に出演することが発表された。新衣装はリボンにインスピレーションを受けたものとされる[10]。
- 2018年1月18日、東京ディズニーリゾート35周年“Happiest Celebration!”の詳細発表と共に「ペガサスを模したフロートに乗ったミッキーとプルートが、観客を夢の世界へいざなう」という概要説明とイメージイラストが公開された[11]。
- 2018年2月10日から同年2月12日に舞浜アンフィシアターで開催されたファンイベント『D23 Expo Japan 2018』において、オリエンタルランド取締役社長兼COOの上西京一郎が『ドリーミング・アップ!』を含む新規パレード、ショーのプレゼンテーションを行った[12]。
- 2018年4月10日、報道陣向けの公開が行われた[13][14]。
- 2019年1月10日、スペシャルバージョンの報道陣向けの公開が行われた[3]。
- 2019年1月11日から同年3月25日まで、スペシャルバージョンが開催[3]。
- 2020年2月29日から2021年4月18日まで、臨時休演。
- 2021年4月19日、1年2か月ぶりに再開[15][16]。
- 2023年4月9日 パレード公演終了

## 抽選エリア
パレード実施日は、プラザの一部に抽選エリアが設置される。先着ではないため、落選した場合は該当箇所での鑑賞はできない。エリア入場には抽選に使用したパークチケットの提示が必要となる。
抽選はトゥモローランドの「トゥモローランド・ホール」、もしくはスマートフォン専用アプリ「ショー抽選アプリ」「東京ディズニーリゾート・アプリ」を使用することでパーク内の通信可能な場所からならば、どこからでも行える。該当箇所で鑑賞を希望する場合は「トゥモローランド・ホール」では開園時刻から希望の公演回の30分前までに、「ショー抽選アプリ」「東京ディズニーリゾート・アプリ」では開園時刻から希望の公演回の1時間前までに抽選を行わなければならない。ただし、運営状況によっては抽選を行わない日もある。
2019年1月11日からのスペシャルバージョンでも一部の鑑賞エリアは抽選エリアとして設定される。ただし、運営状況によっては抽選を行わない日もある。